# تلمبه مهدیه دق کبوترخان
تلمبه مهدیه دق کبوترخان یک منطقهٔ مسکونی در ایران است که در دهستان کبوترخان واقع شده‌است.